# 桃林镇 (临湘市)
桃林镇，中华人民共和国湖南省岳阳市临湘市下属的一个镇，位于临湘市北部。301省道经过镇区。

## 建制沿革
- 1956年，设桃林乡；
- 1957年，改桃林镇；
- 1958年，属超美公社；
- 1961年，析置桃林公社；
- 1981年，析出桃林镇；
- 1984年，改置桃林乡，旋即乡镇合并组建新的桃林镇。

## 行政区划
桃林镇下辖2个居委会和16个行政村：
- 清泉居委会、万安居委会
- 大畈村、永丰村、畈上村、塘下村、东湖村、骆坪村、三合村、沅冲村、笔山村、金盆村、长春村、钟阳村、坪上村、汤桥村、中畈村、大屋村